# Clã Ikoma

Mon (Brasão) do Clã Ikoma

O Clã Ikoma (生駒氏) foi um clã de daimiôs do Período Edo da História do Japão que serviu a Oda Nobunaga, Toyotomi Hideyoshi e Tokugawa Ieyasu como vassalo. Descendentes de Fujiwara no Fusasaki do Clã Ōshū Fujiwara (Fujiwara do Norte), o clã se mudou para Owari durante o Período Heian e adotou o nome "Ikoma"  .